# Malak Taus
Malak Taus (kur. ملك طاووس - Tawûsê Malak; hrv. „Paunov anđeo“) je stvoritelj i uzdržavatelj svijeta u jesidskoj religiji (ili sljedbi), odnosno vodeći među sedam uzvišenih bića ili anđela (haft serr; „sedam zagonetki“). U kršćanskom i muslimanskom svijetu Malak Taus nerijetko je poistovjećivan sa Sotonom zbog čega su kurdski jesidi bili predmetom fascinacije europskih orijentologa, ali i proganjanja u Osmanskom Carstvu.

## Poveznice
- Jesidi